# 舌骨下筋
舌骨下筋（ぜっこつかきん）は頚部の筋肉のうち、舌骨に繋がる筋肉である舌骨筋のうち、舌骨を挟み下方に存在する筋肉の総称である。開口運動や嚥下運動の際に働く。
舌骨下筋には胸骨甲状筋、甲状舌骨筋、肩甲舌骨筋、胸骨舌骨筋が含まれる。